# Hellena Büttner
Hellena Büttner (* 6. Mai 1951 in Dresden) ist eine deutsche Schauspielerin.

## Leben
Hellena Büttner vertritt bereits die fünfte Generation ihrer Familie, die dem Theater verbunden ist, ihr Vater war ebenfalls Schauspieler. Sie besuchte die Staatliche Schauspielschule Berlin und trat noch während des Studiums 1971 ihr erstes Engagement am Volkstheater Rostock an, bis sie 1973 an das neue theater in Halle (Saale) wechselte. Seit 1977 ist sie freischaffend tätig.
Hellena Büttner lebt in Berlin und ist mit dem Schauspieler Peter Bause verheiratet. Beide stehen häufig gemeinsam auf der Bühne.

## Filmografie
- 1971: Anlauf (Fernsehfilm)
- 1974: Johannes Kepler
- 1975: Der Staatsanwalt hat das Wort: Erzwungene Liebe (Fernsehreihe)
- 1976: Abschied von Gabriele (Fernsehfilm)
- 1977: Viechereien (Fernsehfilm)
- 1977: Scherz, Satire, Ironie und tiefere Bedeutung (Theateraufzeichnung)
- 1978: Ein Zimmer mit Ausblick – Heirat nicht eingeplant (Fernsehserie)
- 1979: Rentner haben niemals Zeit – Der Star (Fernsehserie)
- 1980: Alma schafft alle (Fernsehfilm)
- 1980: Solo für Martina (Fernsehfilm)
- 1982: Der blaue Oskar (Theateraufzeichnung)
- 1985: Unternehmen Geigenkasten
- 1988: An allem ist Matuschke schuld (Fernsehfilm)
- 1989: Polizeiruf 110: Mitternachtsfall (Fernsehreihe)
- 1990: Pause für Wanzka (Fernsehfilm)
- 1990: Polizeiruf 110: Ball der einsamen Herzen
- 1991: Drei Damen vom Grill – Miss Müggelsee (Fernsehserie)
- 1991: Das Licht der Liebe
- 1991: Polizeiruf 110: Todesfall im Park
- 1995: Unser Lehrer Doktor Specht – Der sterbende Schwan (Fernsehserie)
- 1995: Unser Lehrer Doktor Specht – Hausfriedensbruch
- 1995: Für alle Fälle Stefanie – Fehlurteil (Fernsehserie)

## Theater
- 1975: Boris Wassiljew: Im Morgengrauen ist es noch still (Shenja) – Regie: Horst Ruprecht (Landestheater Halle/Saale)
- 1975: Christian Dietrich Grabbe: Scherz, Satire, Ironie und tiefere Bedeutung (Des Teufels Großmutter) – Regie: Horst Ruprecht (Landestheater Halle/Saale)
- 1977: Jurij Koch: Landvermesser – Regie: Jan Spitzer (Landestheater Halle/Saale – Kammerspiele)
- 1991: Carl Michael Bellman: Durch alle Himmel, alle Gossen (Nele) – Regie: Jürgen Kern (Schauspielhaus Berlin)
- 2014: Hans Fallada: Jeder stirbt für sich allein (Anna Quangel) – Regie: Volkmar Kamm Schauspielbühnen Stuttgart – Altes Schauspielhaus / Euro-Studio Landgraf

## Synchronisationen
| Film                                                         | Jahr                                 | Rolle                                   | Darsteller          |
| ------------------------------------------------------------ | ------------------------------------ | --------------------------------------- | ------------------- |
| Die Kartause von Parma                                       | 1948 (2. Synchro DDR 1982)           | Marietta                                | Maria Michi         |
| Vier Herzen in Rom                                           | 1955 (2. Synchro 1983)               | Maria                                   | Silvana Pampanini   |
| Tausend Meilen Staub (Staffel 1, Ep. 19)                     | 1959 – 1966                          | Nora Sage                               | Phyllis Coates      |
| Tausend Meilen Staub (Staffel 2, Ep. 2)                      | 1959 – 1966                          | Jennie Colby                            | Beverly Garland     |
| Tausend Meilen Staub                                         | 1959 – 1966                          | Julia Garcia                            | Ann Robinson        |
| Tausend Meilen Staub                                         | 1959 – 1966                          | Jenny Watson                            | Gloria Talbott      |
| Unschuld im Kreuzverhör                                      | 1959 (Synchro 1987)                  | Lorella Severano                        | Giorgia Moll        |
| Twilight Zone – Unwahrscheinliche Geschichten (1 Episode)    | 1959 – 1964                          | Sandra Horn                             | Mariette Hartley    |
| Twilight Zone – Unwahrscheinliche Geschichten (1 Episode)    | 1959 – 1964                          | Mrs. Fremont                            | Cloris Leachman     |
| Dunkle Geschäfte                                             | 1961 (Synchro 1986)                  | Laura                                   | Valeria Fabrizi     |
| Karawane nach Zagora                                         | 1961 (2. Synchro DDR 1987)           | Suzanne                                 | Odile Versois       |
| Daniel Boone (Staffel 5, Ep. 6)                              | 1964 – 1970 (2. Synchro 1989 – 1991) | Suli                                    | Lois Nettleton      |
| Daniel Boone (Staffel 3 Ep. 11)                              | 1964 – 1970 (2. Synchro 1989 – 1991) | Alkini Matthews                         | Sabrina Scharf      |
| Der Sohn der Cleopatra                                       | 1964 (Synchro 1984)                  | Livia Petronia                          | Scilla Gabel        |
| Diesmal sprechen wir über Männer                             | 1965 (Synchro 1987)                  | Manuela                                 | Luciana Paluzzi     |
| Sonderdezernat C III Montmartre                              | 1966 (Synchro 1987)                  | Angèle Le Goff                          | Ilaria Occhini      |
| Jonny Banco – Geliebter Taugenichts                          | 1967 (Synchro 1986)                  | Laureen Moore                           | Sylva Koscina       |
| Der schwarze Tag des Widders                                 | 1971 (Synchro 1987)                  | Lu Auer                                 | Pamela Tiffin       |
| Die Angst vor der Wahrheit                                   | 1973                                 | Juliette Cristiani                      | Juliet Berto        |
| Das Krankenhaus am Rande der Stadt                           | 1978 – 1981                          | Ina Galuška-Jachymová, Krankenschwester | Andrea Čunderlíková |
| Heute in einem Haus                                          | 1979                                 | Eva Klimtová                            | Daniela Kolářová    |
| Jim Bergerac ermittelt (Staffel 2, Ep. 7)                    | 1981 – 1991                          | Veronique                               | Catherine Schell    |
| Jim Bergerac ermittelt (Staffel 3, Ep. 4)                    | 1981 – 1991                          | Fran Thomas                             | Jennifer Guy        |
| Jim Bergerac ermittelt (Staffel 3, Ep. 5)                    | 1981 – 1991                          | Reporterin                              | Tessa Peake-Jones   |
| Jim Bergerac ermittelt (Staffel 3, Ep. 7)                    | 1981 – 1991                          | Sally Campion                           | Rosalind Lloyd      |
| Jim Bergerac ermittelt (Staffel 5, Ep. 7)                    | 1981 – 1991                          | Genevieve Pichet                        | Morag Hood          |
| Die Zeitreisenden (Staffel 1, Ep. 11)                        | 1982 – 1983 (Synchro 1989)           | Amy Jones                               | Anne Lockhart       |
| Die Zeitreisenden (Staffel 1, Ep. 16)                        | 1982 – 1983 (Synchro 1989)           | Erika Schumann                          | Monique van de Ven  |
| Sherlock Holmes (1 Episode)                                  | 1984 – 1985                          | Violet Smith                            | Barbara Wilshere    |
| Cinderella ’80                                               | 1984                                 | Vittoria Gherardeschi                   | Sabina Segatori     |
| Die letzten Tage von Pompeji                                 | 1984                                 | Xenia                                   | Marilù Tolo         |
| Miss Marple (2 Episoden)                                     | 1984 – 1992                          | Miss Grosvenor                          | Susan Gilmore       |
| Miss Marple (3 Episoden)                                     | 1984 – 1992                          | Ruby Keene                              | Sally Jane Jackson  |
| Unglaubliche Geschichten (Staffel 3, Ep. 8)                  | 1985 – 1987                          | Mrs. Fremont                            | Cloris Leachman     |
| Berühmte Räubergeschichten aus aller Welt (Staffel 1, Ep. 3) | 1986                                 | Pfarrfrau, Geliebte Grasels             | Dagmar Havlová      |
| Die Venezianerin                                             | 1987                                 | Valeria                                 | Monica Guerritore   |
| Schutzengel                                                  | 1987                                 | Mila                                    | Neda Arnerić        |
| Prinzessin Julia                                             | 1987                                 | Königin                                 | Taťána Fischerová   |
| Gefährliches Leben                                           | 1988                                 | Carmen                                  | Susana Pérez        |
| Agatha Christie’s Poirot (1 Episode)                         | 1989 – 2013                          | Ada Waverly                             | Julia Chambers      |

## Auszeichnungen
- 2015: Schauspielerin des Jahres am Alten Schauspielhaus Stuttgart[2]